# Amapá (tiểu vùng)
Amapá là một tiểu vùng thuộc bang Amapá, Brasil. Tiều vùng này có diện tích 20837 km², dân số năm 2007 là 16507 người.